# Alapati Lui Mataeliga
Alapati Lui Mataeliga (Sataua, 4 gennaio 1953 – Auckland, 25 aprile 2023) è stato un arcivescovo cattolico samoano.

## Biografia
Alapati Lui Mataeliga è nato il 4 gennaio 1953 a Sataua, isola di Savai'i e vicariato apostolico dell'Arcipelago dei Navigatori (oggi arcidiocesi di Samoa-Apia), all'epoca in cui le Samoa erano sotto dominio della Nuova Zelanda; è figlio di Vaoliko Sui Panitaleo Mata'eliga e Lauiliu Utu Vaoliko Mata'eliga.

### Formazione e ministero sacerdotale
Dopo aver compiuto gli studi primari e poi quelli secondari, ha deciso di seguire la sua vocazione sacerdotale, iscrivendosi nel 1972 al Pacific Regional Seminary di Suva, nelle Figi. Al termine del quinquennio di formazione, ha ricevuto l'ordinazione sacerdotale il 5 luglio 1977 per imposizione delle mani del cardinale Pio Taofinu'u, vescovo di Samoa e Tokelau; si è incardinato, ventiquattrenne, come presbitero della medesima diocesi.
Poco dopo l'ordinazione gli è stato assegnato il primo incarico pastorale come assistente nella parrocchia di Fagatogo, villaggio nelle Samoa Americane, per un biennio. Nel 1979 si è trasferito a Roma, in Italia, per un soggiorno di studio presso il Pontificio Istituto Biblico, dove ha conseguito nel 1983 la licenza in Sacra Scrittura. Al suo rientro in Patria è tornato a Fagatogo, questa volta come parroco, per un anno. Nel 1984 è poi divenuto professore di Sacra Scrittura al Seminario delle Figi, ricoprendo per qualche tempo anche l'incarico di decano, fino al 1986 e dopo un anno sabbatico, nel 1987 ha ripreso il ministero di parroco nelle Samoa Americane per un quinquennio.
Nel 1992 è divenuto coordinatore dell'attività pastorale dell'arcidiocesi di Samoa-Apia, divenendo poi coordinatore del programma di formazione dei Missionary Brothers of St Joseph  dal 1995 al 1997, ed in seguito direttore del Tofamamao Pastoral Centre nel 1998. Infine dal 1999 è stato direttore delle vocazioni, ruolo svolto fino alla promozione all'episcopato.

### Ministero episcopale
Il 16 novembre 2002 papa Giovanni Paolo II lo ha nominato, quarantanovenne, arcivescovo metropolita di Samoa-Apia; è succeduto al settantottenne cardinale Pio Taofinu'u, contestualmente dimissionario per raggiunti limiti di età dopo ben trentaquattro anni di governo pastorale. Ha ricevuto la consacrazione episcopale il 3 gennaio 2003, nel Tofa Mamao Centre nel villaggio di Leauvaa, per imposizione delle mani di Patrick Coveney, arcivescovo titolare di Satriano e nunzio apostolico nelle Samoa, assistito dai co-consacranti Petero Mataca, arcivescovo metropolita di Suva, e Soane Lilo Foliaki, S.M., vescovo di Tonga. Il 29 giugno seguente, giorno della solennità dei Santi Pietro e Paolo, si è recato presso la basilica di San Pietro in Vaticano, dove il pontefice gli ha imposto il pallio, simbolo di comunione tra la Santa Sede e il metropolita.
Il 17 settembre 2004 si è recato in Vaticano, assieme a John Quinn Weitzel, M.M., vescovo di Samoa-Pago Pago, per la visita ad limina apostolorum, allo scopo di discutere con il pontefice della situazione e dei problemi relativi alla sua arcidiocesi.
Il 22 dicembre 2015 papa Francesco lo ha nominato, sessantaduenne, superiore ecclesiastico di Tokelau, succedendo ad Oliver Pugoy Aro, M.S.P.
Il 30 settembre 2019 ha compiuto una seconda visita ad limina in Vaticano.
Il 31 maggio 2021, durante la crisi istituzionale delle Samoa, ha denunciato il primo ministro ad interim Tuilaepa Aiono Sailele Malielegaoi per aver ignorato i tribunali ed essersi rifiutato di cedere il potere.
È morto il 25 aprile 2023 ad Auckland all'età di 70 anni.

## Genealogia episcopale
La genealogia episcopale è:
- Cardinale Scipione Rebiba
- Cardinale Giulio Antonio Santori
- Cardinale Girolamo Bernerio, O.P.
- Arcivescovo Galeazzo Sanvitale
- Cardinale Ludovico Ludovisi
- Cardinale Luigi Caetani
- Cardinale Ulderico Carpegna
- Cardinale Paluzzo Paluzzi Altieri degli Albertoni
- Papa Benedetto XIII
- Papa Benedetto XIV
- Papa Clemente XIII
- Cardinale Marcantonio Colonna
- Cardinale Giacinto Sigismondo Gerdil, B.
- Cardinale Giulio Maria della Somaglia
- Cardinale Carlo Odescalchi, S.I.
- Cardinale Costantino Patrizi Naro
- Cardinale Lucido Maria Parocchi
- Papa Pio X
- Papa Benedetto XV
- Papa Pio XII
- Cardinale Eugène Tisserant
- Papa Paolo VI
- Cardinale Agostino Casaroli
- Arcivescovo Patrick Coveney
- Arcivescovo Alapati Lui Mataeliga